# André Vazzios
André Luiz da Silva Pereira, connu sous le nom d'André Vazzios (Santo André, 22 juillet 1975) est un coloriste, dessinateur de bande dessinée et architecte brésilien. Diplômé en architecture de l'Universidade Presbiteriana Mackenzie, il a commencé sa carrière en tant qu'illustrateur en 1995 à la maison d'édition Abril Jovem.

## Biographie
Vazzios a pris de l'importance sur le marché brésilien des bandes dessinées pour son travail de coloriste dans les bandes dessinées Holy Avenger (scénario de Marcelo Cassaro et dessins d'Erica Awano) et Lua dos Dragões (scénario de Cassaro et dessins de Vazzios), tous deux issus de l'univers fictif du système brésilien de RPG Tormenta. Pour ces œuvres, il a remporté le Troféu HQ Mix en 2002 dans la catégorie « meilleur coloriste » et le Prêmio Angelo Agostini en 2003 et 2004 en tant que « meilleur art-technique » (prix des coloristes et des lettreurs). Il a également remporté le Troféu HQ Mix en 1999 pour « meilleure mini-série nationale » par Lua dos Dragões,,.
D'autres œuvres de Vazzios sont les couleurs de la bande dessinée Victory (scénario de Cassaro et dessins d'Edu Francisco, publié aux Etats-Unis par Image Comics), couvertures du magazine brésilien Metal Pesado (version non officielle du magazine américain Heavy Metal, avec des bandes dessinées d'artistes brésiliens), des illustrations du magazine de jeux de rôle Dragão Brasil et une participation au roman graphique MSP +50 - Mauricio de Sousa por Mais 50 artistes, qui ont publié des versions des personnages classiques de Mauricio de Sousa recréés par 50 différents artistes indépendants brésiliens,,.
En 2009, Vazzios a publié le roman graphique indépendant Uiara e os filhos do Eco. Le livre a été produit avec le financement du Secrétaire de la Culture de l'État de São Paulo et aborde les questions écologiques. Le scénario a été fait par Vazzios et Jussara Nunes. Il partage également les dessins avec Monique Novaes et Everton Teles Valério.

## Publications
Ne figurent ci-dessous que les œuvres d'André Vazzios en tant que scénariste et/ou dessinateur.
- Lua dos Dragões (6 numéros mini-série, écrit par Marcelo Cassaro, Trama Editorial, 1998-1999)
- Uiara e os filhos do Eco (indépendant, 2009)
- MSP +50 – Mauricio de Sousa por Mais 50 Artistas (nombreux artistes, Panini Brasil, 2010)